# Mesa de León
Juan Pedro Mesa de León (Pinos Puente, Granada, 3 de noviembre de 1859 - 1937) fue un periodista español.
Dirigió la revista El trueno, del Centro Artístico de Granada, y los periódicos La Independencia de Almería y La Publicidad, de Granada. También colaboró en otros medios de la época, como los periódicos almerienses La Crónica Meridional y El Ferrocarril (de este último incluso fue director en funciones).